# Göppersdorf (Höttingen)
Göppersdorf ist ein Gemeindeteil der Gemeinde Höttingen im Landkreis Weißenburg-Gunzenhausen (Mittelfranken, Bayern). Göppersdorf liegt in der Gemarkung Fiegenstall.

## Lage
Das Dorf befindet sich in einem Ausläufer des Arbachtals. Größere Orte in der Umgebung sind Höttingen, Ellingen, Pleinfeld und Weißenburg. Nördlich befindet sich der 443,8 m hohe Heuberg.

## Geschichte
Bis zur Gemeindegebietsreform in Bayern war Göppersdorf ein Gemeindeteil der ehemals selbstständigen Gemeinde Fiegenstall. 1978 wurden die Orte nach Höttingen eingegliedert.

## Baudenkmäler
Zu den Baudenkmälern in Göppersdorf zählt das eingeschossige, verputzte Wohnstallhaus Göppersdorf 13 mit Fachwerk, einem tonnengewölbten Keller aus Sandstein, einem Satteldach und einem dreigeschossigen Kehlbalkendach aus dem 18. Jahrhundert und das eingeschossige Austragshaus Göppersdorf 9 von 1857.